# Nysa Szalona
Nysa Szalona (en  allemand Wütende Neisse), en français la Neisse furieuse) est une rivière de  Basse Silésie de 51 km.
C'est un affluent par la rive droite de la  Kaczawa.

## Géographie
La Neisse furieuse coule du nord-ouest sur les pentes du Mont Ermite (575 m) dans le massif du Krąglak dans les Montagnes de Wałbrzych près de Domanów ; ce relief est la source de nombreux cours d'eau, tels que la Sadówka, qui alimentent Nysa la furieuse tout le long de la frontière des Montagnes de Kaczawa et des contreforts de Bolków.
A Bolków, le ruisseau qui coule dans la partie supérieure de la Nysa sur 11 km se nomme la l'eau de Rochowice, c'est un des affluents par la rive gauche de la Nysa Szalona. Ce n'est qu'après cette jonction que la nature de la Nysa Szalona se révèle. 
À l'embouchure, dans le voisinage de Dunino, elle coule à une hauteur de 18–23 m, sur le Plateau de Janowice, la rivière a environ 5–12 m de large et 50 cm de profondeur.
L'abondance d'eau dans la rivière est le résultat des nombreux affluents Sadówka, Petite Neisse, Paszówka, Jawornik, qui ont leurs origines dans les riches forêts des contreforts de la Kaczawa.
Les principales villes traversées par la Nysa Szalona sont Bolków et Jawor. Entre 1974 et 1978 on a créé sur la rivière le  lac artificiel Słup.

## Histoire
La rivière a joué un grand rôle dans la Bataille de la Kaczawa en 1813.
À cause des niveaux d'eau élevés à la suite des fortes pluies, les troupes françaises traversèrent difficilement la rivière pour atteindre la rive est de la Nysa. Le courant rapide emmena des chariots de ravitaillement, des soldats, des chevaux et même des canons.
Après la bataille, les Français amassés près du pont sur la Nysa à Krajów furent massacrés par la cavalerie silésienne. Les soldats n'ayant pas été en mesure de traverser la rivière prirent la fuite devant la cavalerie dans la rivière, essayant de la franchir, mais le courant de la Nysa tout comme sa profondeur ne leur permirent pas de le faire, et ils se noyèrent.
En 1997 la Nysa connut ce que l'on appelle les inondations du millénaire, inondant certaines zones le long de son cours.

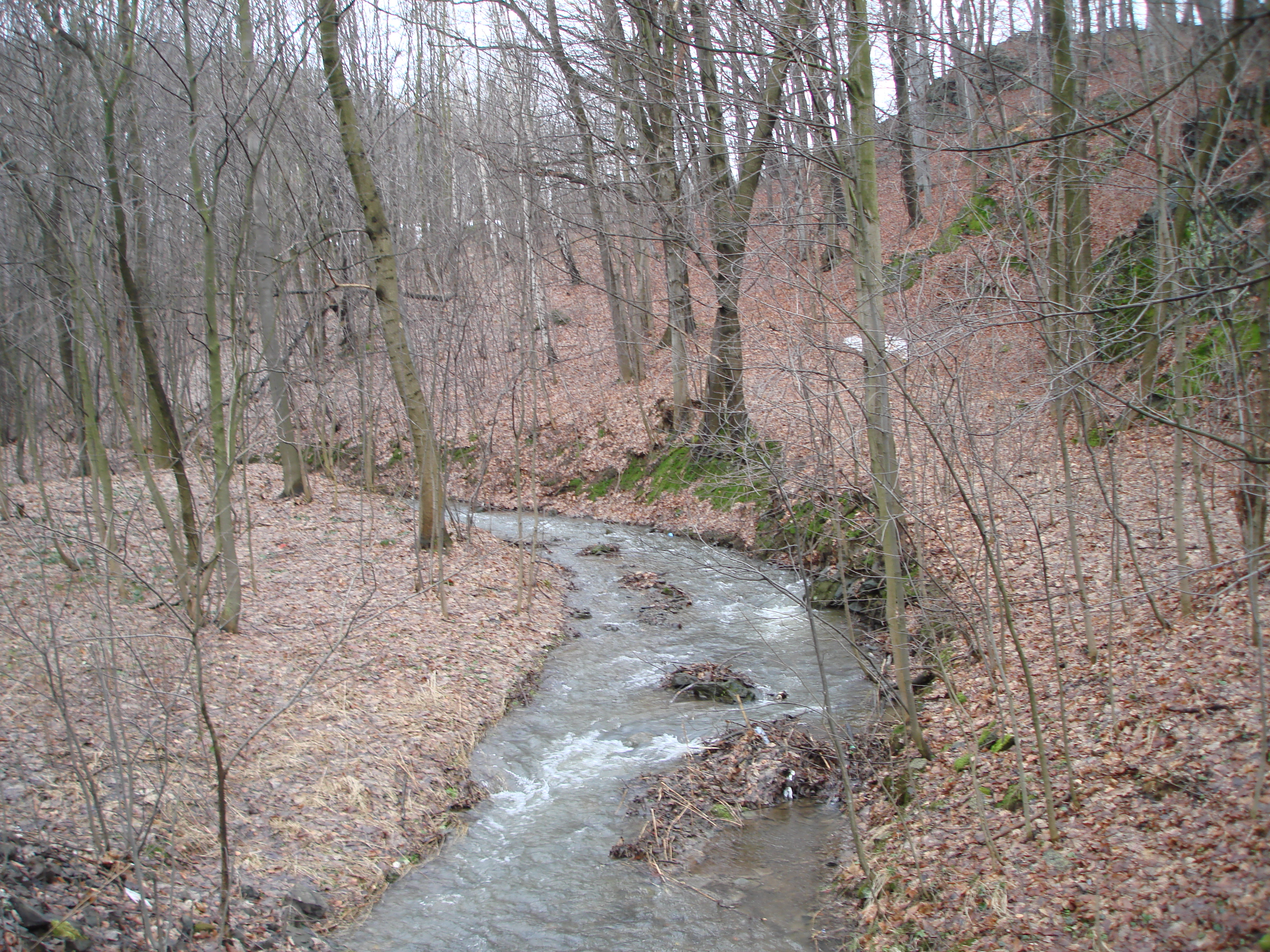
Domanów - La partie supérieure de la rivière.
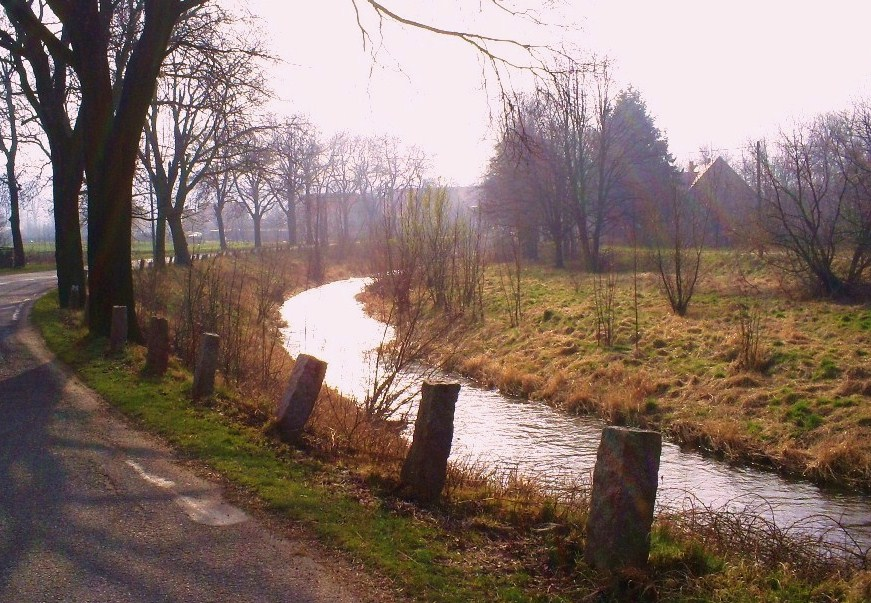
Le cours supérieur au nord de Bolków.
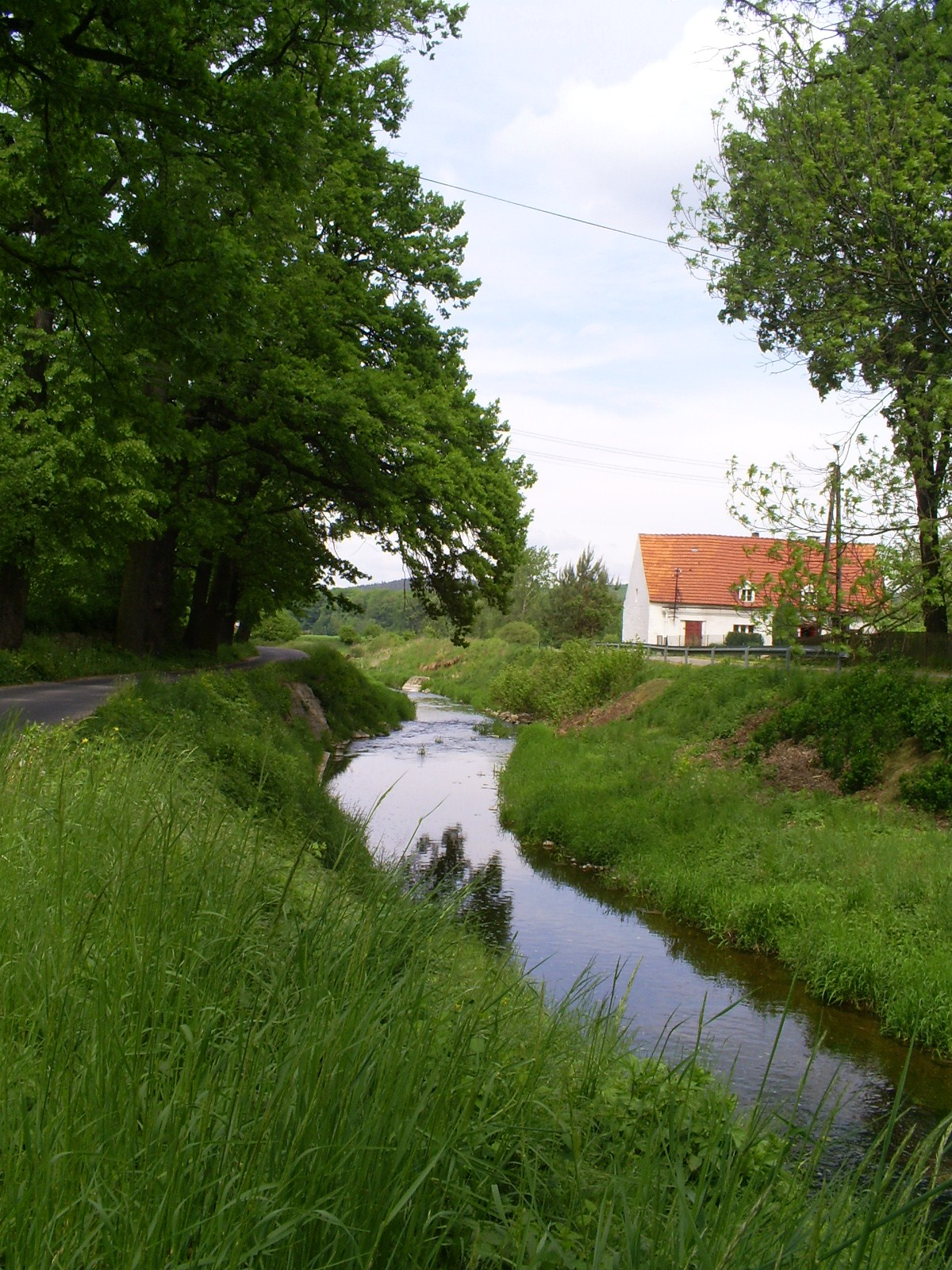
La partie supérieure de la rivière.
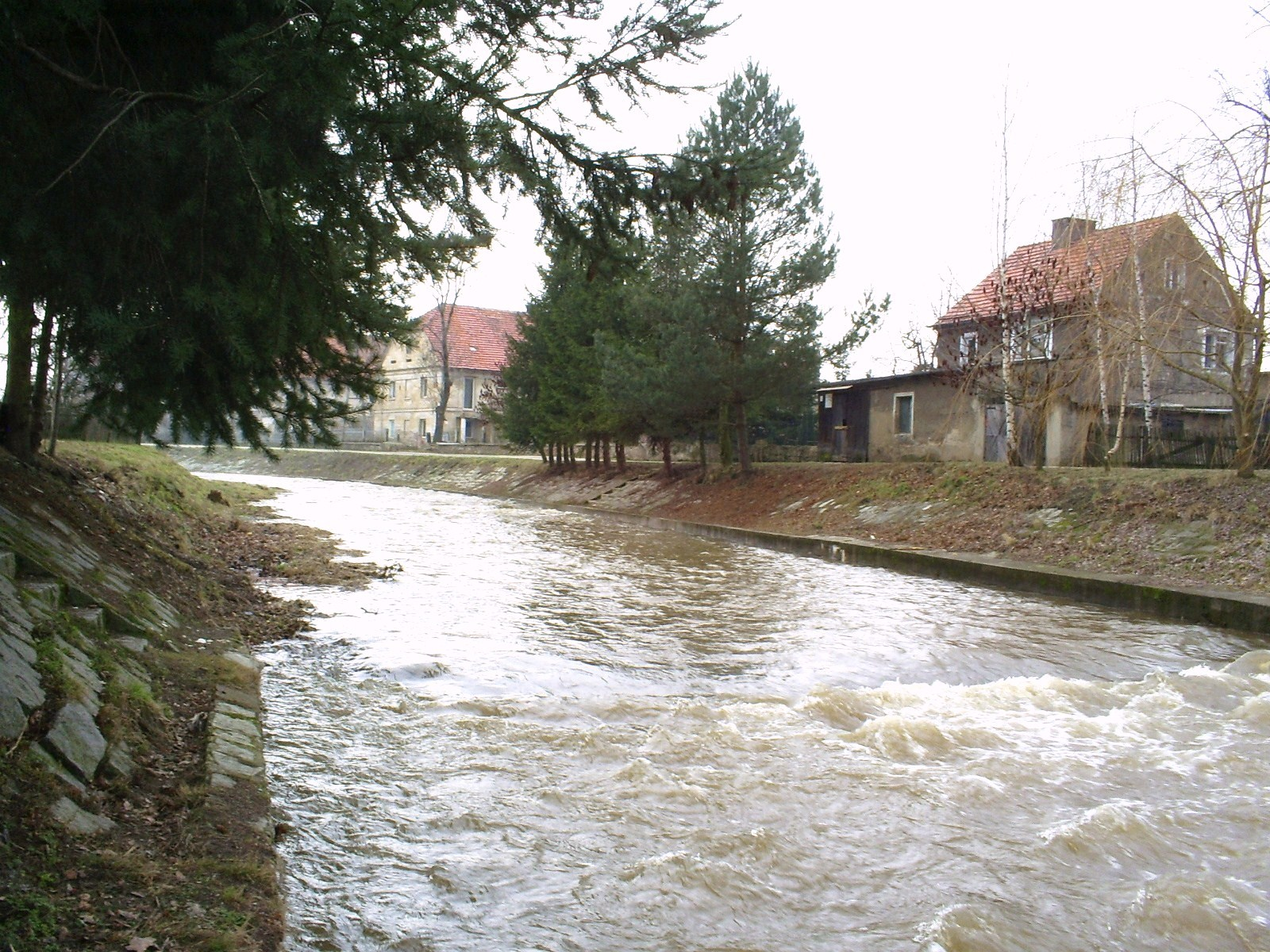
Au printemps.
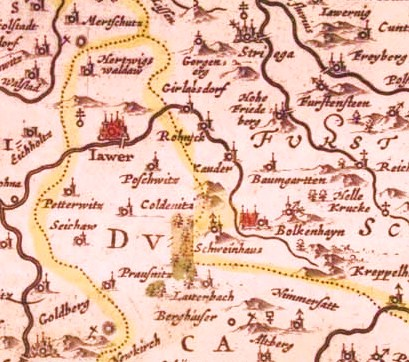
Nysa sur la carte ancienne (vers le nord sur la gauche).